# ニナ・リー
ニナ・リー（利智、Nina Li Chi、1961年12月31日 - ）は、香港の女優である。中華圏では、「利美人」の愛称で知られる。夫はアクション俳優のジェット・リー。

## 人物・経歴
中国上海市生まれ。1981年に両親が離婚し、自身は父親に随いて、香港に渡る。
1983年には、アメリカサンフランシスコ大学に留学。
帰国後の1986年には、ミスアジアに応募。優勝の栄誉に輝く。ミス・ワールドの環太平洋地域代表として参加。5位以内に入賞を果たす他、3つの賞を獲得。
その後、『セブンス・カース』で女優としてデビュー。「亜視三宝」の一人として有名になる。
1988年、『ドラゴンファイト』で後に夫となるジェット・リーと出会い、1999年に結婚。二児の母となる。
1992年、『特異功能猩求人』に出演したのを最後に、芸能界から引退することを発表。しかし、その後『亜洲小姐選抜賽』(2005年)や『俗气男子正伝』(2010年)にゲスト出演する等、近年出演が増えている。

## 出演作品

### 映画
- セブンス・カース 原振侠与衛斯理 (1986年)
- エロティック・ヘヴン/鴬花楼 群鴬乱舞 (1987年)
- 魔鬼天使 (1987年)
- 七年之痒 (1987年) - 林 小紅 役
- 公子多情 (1988年) - 莉芝 役
- タイガー・オン・ザ・ビート 老虎出更 (1988年) - Donna 役
- チョウ・ユンファ＋ジョイ・ウォンのパラダイス・パラダイス 長短脚之恋 (1988年) - 紅菱 役
- ドラゴンファイト 龍在天涯 (1989年)
- ペディキャブ・ドライバー 群龍戯鳳 (1989年) - 亜氷 役
- 悪漢探偵V 最後のミッション 新最佳拍档 (1989年)
- 噂のテディ・ロビン/美女・美女スパイにご用心 小心間諜 (1990年)
- 赤の広場の龍 紅場飛龍 (1990年)
- チョウ・ユンファ/ゴールデン・ガイ 吉星拱照 (1990年)
- チャイニーズ・ゴースト・ストーリー3 倩女幽魂3之道道道 (1991年) - 小蝶 役
- ギャンブリング・ゴースト 洪福斎天 (1991年)
- ツイン・ドラゴン 双龍会 (1992年)  - 唐心(サリー) 役
- 香港魔界大戦 西蔵小子 (1992年)
- 特異功能猩求人 (1992年)
- 亜洲小姐選抜賽 (2005年) - 譚俐婷 役
- 俗气男子正伝 (2010年) - 利林 役(ゲスト出演)
- 亜洲小姐選抜賽II:後来的発展 (2011年) - 譚瑜玲(譚俐婷の娘) 役